# Ivan Yankov
Ivan Yankov (Varna, Bulgaria, 7 de junio de 1951) es un deportista búlgaro retirado especialista en lucha libre olímpica donde llegó a ser subcampeón olímpico en Moscú 1980.

## Carrera deportiva
En los Juegos Olímpicos de 1980 celebrados en Moscú ganó la medalla de plata en lucha libre olímpica de pesos de hasta 68 kg, tras el luchador soviético Saipulla Absaidov (oro) y por delante del yugoslavo Šaban Sejdi (bronce).